# Sloanea rufa
Sloanea rufa là một loài thực vật có hoa trong họ Côm. Loài này được Planch. ex Benth. miêu tả khoa học đầu tiên năm 1861.